# Клетъчна адхезия
Клетъчната адхезия е явлението на свързване на клетките към определена повърхност, извънклетъчен матрикс или други клетки, посредством клетъчни адхезивни молекули като селектини, интегрини и кадхерини. Коректната клетъчна адхезия е от жизнена важност за поддържането на многоклетъчните структури. Компонентите осъществяващи клетъчната адхезия са във връзка с цитоплазмата и са включени в осъществяването на сигналната трансдукция.

## При еукариоти
В човешките клетки, които експресират множество различни видове адхезивни молекули, основните класове са интегини, членове на имуноглобулиновото суперсемейство, кадхерини и селектини. Всеки вид адхезивна молекула има различна функция и различен лиганд, когото разпознава. Дефектите в клетъчната адхезия, обикновено са плод на неправилната експресия на адхезивните молекули.
Клетъчните контакти позволяват на клетките да адхерират. съществуват четири основни типа клетъчни контакти:
- Zonula adherens или адхезивни контакти. Специални структури, позволяващи прилепване на съседни клетки една с друга като или към клетъчния матрикс. Основни взаимодействия между структурните протеини в адхерентни връзки на основата на протеина кадхерин. Актиновите влакна имат отношение към адхерентните връзки, както и някои други протеини със склонност да се прилепят към актина, като винкулин. Главичната област на винкулина се свързва с E-кадхерина посредством α-, β - и γ -катенини. Опашната област на винкулина се захваща за мембранните липиди и актинови филаменти (влакна).
- Zonula occudens, цепковиден контакт или плътен контакт. Не позволява на флуиди да преминават между клетките, образувайки непроницаема бариера.
- Zonula communicans известна и като геп-контакт. Свързва цитоплазмите наотделните клетки.
- Сигнален контакт, такива са синапсите в нервната система.

Адхезията от типа клетка-клетка при zonula adherens се осъществява от кадхерини, докато клетка-матрикс адхезията от обикновено от интегрини.

## При прокариоти
Бактериите притежават адхезивни молекули наричани адхерини